# Ráfek

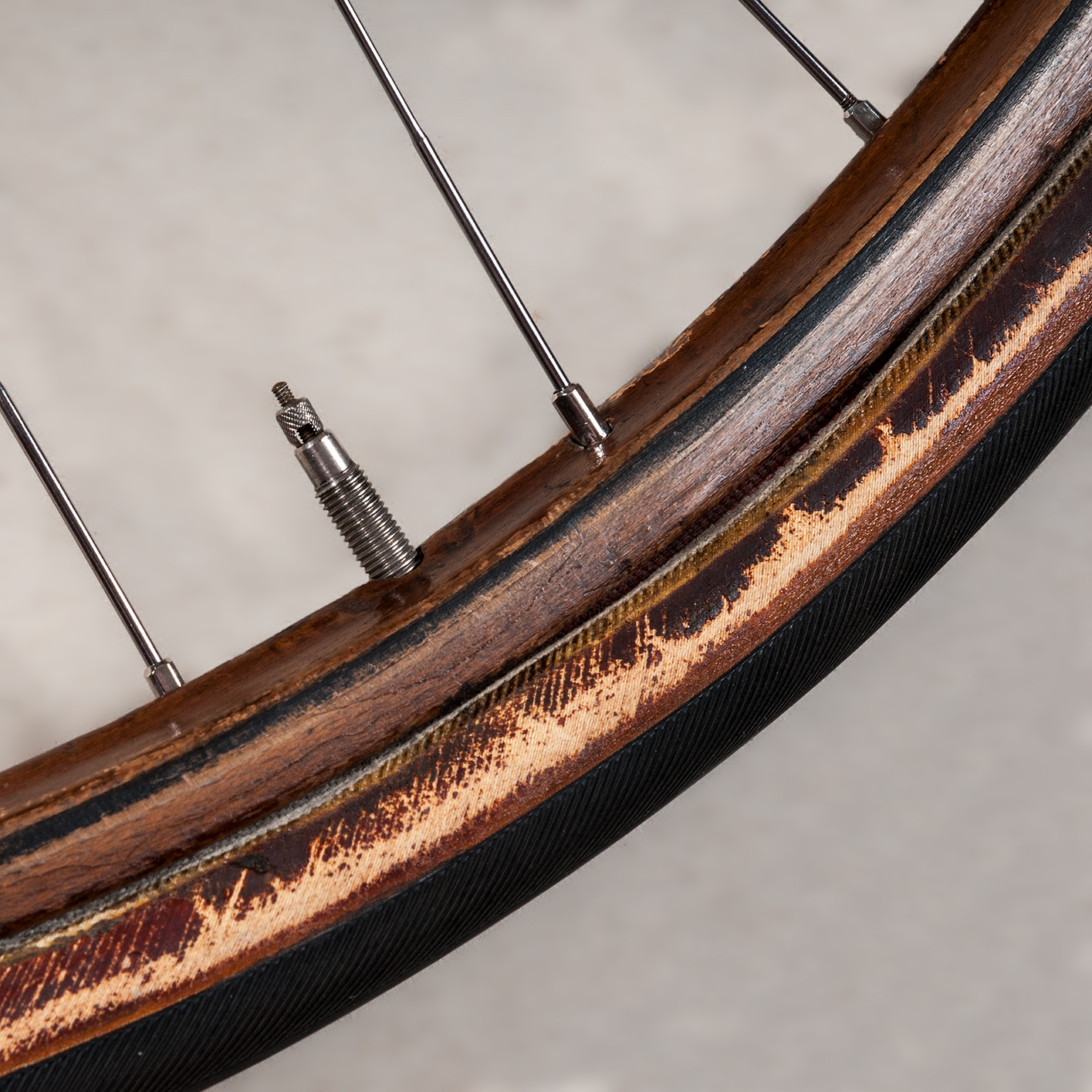

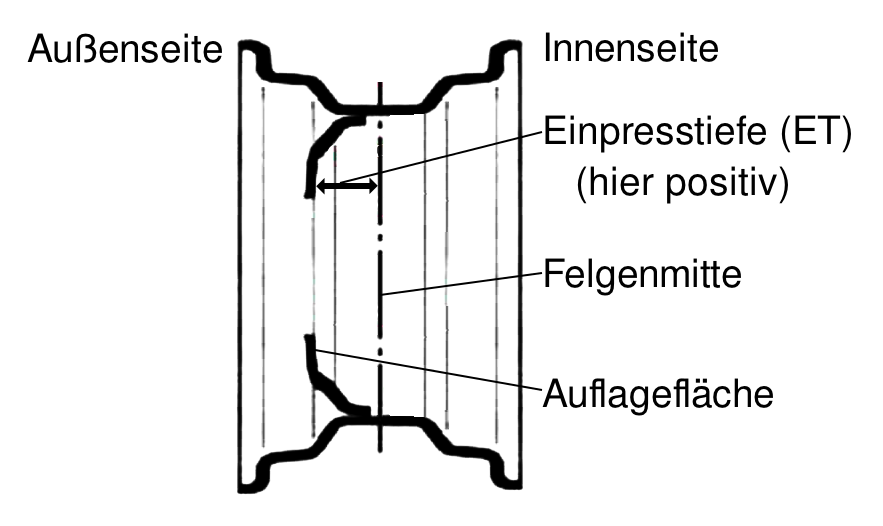
Běžné ocelové automobilové kolo v řezu

Ráfek je součást kola po jeho obvodu a slouží k uložení pneumatiky, která musí být s ním spojena tak, aby mohly být přenášeny svislé, boční a obvodové síly bez relativního pohybu mezi pneumatikou a ráfkem. Jsou zpravidla kovové, nejčastěji ocelové.
- Opěrné plochy ráfku jsou bočními dorazy pro patky pneumatik. Vzdálenost mezi oběma opěrnými plochami je světlá šířka.
- Dosedací plochy ráfku jsou skloněné obvykle o 5° ± 1° (u širokých ráfků pro bezdušové nákladní pneumatiky 15° ± 1°) vzhledem ke středu ráfku. Přítlakem patek pneumatik k dosedacím plochám je umožněn přenos obvodových sil.
- Prohloubení ráfku umožňuje montáž pneumatiky na nedělený ráfek.

## Další technické objekty
- Hliníkový disk (ráfek) – součást kola automobilů (nosič pneumatiky)
- Ráfek jízdního kola – součást jízdního kola

## Jiné významy
Slangově se slovo ráfek používá také pro policejního informátora a pro předkožku.